# ميقات الصوم
مواقيت الصوم هي ظروف معلومة، محددة بوضع الشرع لها متعلقة بعبادة الصوم. وتشمل: وقت دخول الشهر وخروجه، ووقت دخول اليوم وخروجه، ووقت التسحر، ووقت الإمساك، ووقت الإفطار، وبداية صوم شهر رمضان، وآخره، وأوقات الأداء والقضاء للصوم، واجبا كان أو نفلا، والأوقات المنهي عن الصوم فيها.

## مواقيت الصَّوْم
مواقيت الصوم هي ظروف معلومة محددة، وضعها الشرع متعلقة بالأحكام الشرعية للصوم. فالمواقيت ليست تكاليف، بل هي مرتبطة بالحكم التكليفي، مثل: فرض الصيام: حدد له الشرع أن يكون في أيام معدودات، هي: أيام شهر رمضان من كل عام وتتضمن: الأيام والليالي للصوم خلال شهور السنة القمرية، ووقت دخول الشهر وخروجه، ووقت دخول اليوم وخروجه، ووقت التسحر، ووقت الإمساك، ووقت الإفطار، وبداية صوم شهر رمضان، وآخره، وأوقات الأداء للصوم، الواجب، وأوقات قضاء الصوم الفائت، وأوقات صوم التطوع، والأوقات المنهي عن الصوم فيها، بما في ذلك: الأيام التي يحرم صيامها، وأوقات كراهة الصوم، ويوم، الغيم ويوم الشك، وأحكام رؤية الهلال، وثبوت الشهر، وآيات أحكام الصيام المتعلقة بزمن الإمساك، وليلة الصيام.
حدد الشرع الإسلامي مواقيت زمانية للصوم، خلال السنة القمرية، التي اختص منها فرض صيام شهر رمضان.
ووقت الصوم هو: قطعة من الزمن، معلومة البداية والنهاية، بتحديد الشرع، لوقت دخول الشهر وخروجه، واليوم والليلة، فيباح في ليلة الصيام كل المفطرات، وهي: من غروب الشمس، إلى طلوع الفجر الثاني، وما عدا ذلك هو نهار الصوم المحدد للإمساك فيه، ويبدء من طلوع الفجر الثاني، أي: (وقت صلاة الفجر)، إلى غروب الشمس. ووقت فعل الصوم الشرعي هو الأيام، لصيام الفرض وغيره. قال الله تعالى: ﴿أياما معدودات﴾ فخص وقوع فعل الصيام المأمور بفعله بزمن مخصوص ب«يوم». واليوم بالمعنى اللغوي، مقابل الليلة وهو: من طلوع الفجر الثاني إلى غروب الشمس.

## يوم الصيام
يوم الصيام أو: نهار الصيام، بالمعنى الشرعي بمعنى: فترة إمساك الصائم، بالامتناع عن المفطرات، وهي: قدر الزمن المحدد لفعل الصوم فيه، وأوله طلوع الفجر الثاني، وهو وقت صلاة الفجر، وآخره غروب الشمس، وهو أول وقت صلاة المغرب، ويقابلة الليلة، وهي الوقت الذي يباح فيه الفطر، ويبدء وقتها بغروب الشمس، أي: بانتهاء وقت الإمساك، وينتهي بطلوع الفجر الثاني، وهو بداية وقت الإمساك. وقدر اليوم والليلة بمجموعهما: أربعة وعشرون ساعة فلكية، موزعة عليهما بمقادير متفاوتة في حساب فصول العام.

## ليلة الصيام
ليلة الصيام
ليلة الصيام هي: الفترة الزمنية المحدودة التي يباح فيها الطعام للصائم والشراب وسائر المفطرات من غروب الشمس إلى طلوع الفجر الثاني، وهي في مقابل النهار، أو: يوم الصيام، الذي هو وقت الصيام، كما أن الليل ليس محلا للصوم فيه. وقد فرض الصيام على المسلمين في السنة الثانية للهجرة، وكانوا يصومون من بعد العشاء، أو النوم قبلها، فخفف الله تعالى عليهم فأباح لهم المفطرات في جميع ليلة الصيام إلى الفجر الثاني، ونزل قول الله تعالى: أُحِلَّ لَكُمْ لَيْلَةَ الصِّيَامِ...الآية إلى قوله تعالى: لَعَلَّهُمْ يَتَّقُونَ. 187
ويدخل وقت ليلة الصيام بغروب الشمس، وحينها يدخل أول وقت صلاة المغرب، ووقت إفطار الصائم، ويستحب فيها التسحر قريب الفجر الثاني، ويكون فيها تبيييت النية، وصلاة التراويح في رمضان.

### الليل والنهار
الليل والنهار فترتان متعاقبتان من الزمن، يدخل أول وقت أحدهما بانتهاء الآخر، وقدرهما: أربعة وعشرون ساعة فلكية موزعة عليهما بنظام دقيق على مدار السنة القمرية. ويمتاز النهار بالضياء، والليل بالإظلام،

### وقت إفطار الصائم
وقت إفطار الصائم هو: الزمن المحدد في الشرع الإسلامي، لانتهاء فترة الإمساك، فهو أشبه بالخروج من الصلاة بالتسليم في آخرها. ويدخل وقت الإفطار بغروب الشمس، ويمتد إلي طلوع الفجر الثاني.

### تحديد وقت الصوم
وقد وردت أدلة من الكتاب والسنة، لتحديد وقت الإمساك، ووقت الإفطار.
منها: قول الله تعالى: ﴿وكلوا واشربوا حتى يتبين لكم الخيط الأبيض من الخيط الأسود من الفجر، ثم أتموا الصيام إلى الليل﴾. ومعنى الآية: أن الله تعالى أباح للصائم الأكل والشرب وسائر المفطرات، في ليلة الصيام، وهي: من غروب الشمس، إلى وقت صلاة الفجر. قال أبو عبيد: «الخيط الأبيض الصبح الصادق والخيط اللون».
ومعنى «يتبين»: يظهر بياض ضوء النهار، ويتميز عن سواد الليل، ويدل على ذلك حديث: «عن الشعبي عن عدي بن حاتم رضي الله عنه قال: لما نزلت: ﴿حتى يتبين لكم الخيط الأبيض من الخيط الأسود﴾: عمدت إلى عقال أسود وإلى عقال أبيض، فجعلتهما تحت وسادتي، فجعلت أنظر في الليل فلا يستبين لي، فغدوت على رسول الله ﷺ، فذكرت له ذلك فقال: "إنما ذلك سواد الليل وبياض النهار"».

### بداية وقت الإمساك
يبدء وقت الإمساك -تحديدا-: عند بداية طلوع الفجر الثاني؛ لأن الله تعالى أباح الأكل والشرب في جميع ليلة الصيام، حتى يتبين الخيط الأبيض من الخيط الأسود من الفجر، أي: إلى أن يظهر من بياض النهار خيط منه عند بداية انفلاق عمود الصبخ، وانشقاقه من ظلمة الليل، وذلك عند أول طلوع الفجر الصادق، حيث يكون سواد الليل وبياض النهار عند الغبش: أشبه بخيطين: أبيض وأسود في الامتداد، وعبر عنهما بالخيط لدقتهما، وقد ذكر ابن جرير الطبري في تفسيره: أن المقصود بالآية: «التأويل الذي روي عن رسول الله ﷺ أنه قال: "الخيط الأبيض": بياض النهار، "والخيط الأسود": سواد الليل.» وقال ابن زيد في معنى: (الخيط الأبيض والأسود): «(الخيط الأبيض): الذي يكون من تحت الليل، يكشف الليل، و (الأسود): ما فوقه».

{{اقتباس مضمن|وهو المعروف في كلام العرب، قال أبو دواد الإيادي:
«وأما قوله: "من الفجر"؛ فإنه تعالى ذكره يعني: حتى يتبين لكم الخيط الأبيض من الخيط الأسود الذي هو من الفجر. وليس ذلك هو جميع الفجر، ولكنه إذا تبين لكم أيها المؤمنون من الفجر ذلك الخيط الأبيض الذي يكون من تحت الليل الذي فوقه سواد الليل، فمن حينئذ فصوموا، ثم أتموا صيامكم من ذلك إلى الليل.»
وقال ابن زيد في قوله: «من الفجر» قال: «ذلك الخيط الأبيض هو من الفجر نسبة إليه، وليس الفجر كله، فإذا جاء هذا الخيط -وهو أوله- فقد حلت الصلاة وحرم الطعام والشراب على الصائم.»

### التخفيف
عندما فرض الصوم على المسلمين، في بداية الأمر: كان وقت الإمساك من حين صلاة العشاء، أو بعد النوم ليلا، وهكذا كان في شرع السابقين، ثم خفف الله تعالى الأمر على الأمة الإسلامية، وجعل أول الوقت من حين يطلع الفجر الثاني، بقوله تعالى: «وكلوا واشربوا حتى يتبين لكم» الآية.
وسبب هذا التخفيف ما ابتلي به عمر بن الخطاب  وما ابتلي به صرمة بن أنس حين رآه النبي ﷺ مجهودا فقال: «ما لك أصبحت طلحا» أو قال: «طليحا». الحديث.
ومعنى التخفيف أن المعتاد في الناس أكلتان الغداء والعشاء فكان التقرب بالصوم في الابتداء بترك الغداء والاكتفاء بأكلة واحدة وهي العشاء، ثم إن الله تعالى أبقى لهذه الأمة الأكلتين جميعهما، وجعل معنى التقرب في تقديم الغداء عن وقته كما أشار إليه رسول الله ﷺ في السحور إنه الغذاء المبارك.

### وقت السحور
يكون وقت السحور في ليلة الصيام، ويستحب تأخير السحور إلى قريب انفجار الفجر الثاني.

## أحكام مواقيت الصوم
قال الله تعالى: ﴿أُحِلَّ لَكُمْ لَيْلَةَ الصِّيَامِ الرَّفَثُ إِلَى نِسَائِكُمْ هُنَّ لِبَاسٌ لَكُمْ وَأَنْتُمْ لِبَاسٌ لَهُنَّ عَلِمَ اللَّهُ أَنَّكُمْ كُنْتُمْ تَخْتَانُونَ أَنْفُسَكُمْ فَتَابَ عَلَيْكُمْ وَعَفَا عَنْكُمْ فَالْآنَ بَاشِرُوهُنَّ وَابْتَغُوا مَا كَتَبَ اللَّهُ لَكُمْ وَكُلُوا وَاشْرَبُوا حَتَّى يَتَبَيَّنَ لَكُمُ الْخَيْطُ الْأَبْيَضُ مِنَ الْخَيْطِ الْأَسْوَدِ مِنَ الْفَجْرِ ثُمَّ أَتِمُّوا الصِّيَامَ إِلَى اللَّيْلِ وَلَا تُبَاشِرُوهُنَّ وَأَنْتُمْ عَاكِفُونَ فِي الْمَسَاجِدِ تِلْكَ حُدُودُ اللَّهِ فَلَا تَقْرَبُوهَا كَذَلِكَ يُبَيِّنُ اللَّهُ آيَاتِهِ لِلنَّاسِ لَعَلَّهُمْ يَتَّقُونَ ۝١٨٧﴾ [البقرة:187]
قوله تعالى: «أحل لكم ليلة الصيام الرفث إلى نسائكم»
أي: أباح الله لكم في ليلة الصيام: «الرفث» وهو كناية عن الجماع. قال ابن عباس: إن الله تعالى حيي كريم يكني كل ما ذكر في القرآن من المباشرة والملامسة والإفضاء، والدخول والرفث فإنما عنى به الجماع وقال الزجاج: الرفث كلمة جامعة لكل ما يريده الرجال من النساء.
قال البغوي:
«قال أهل التفسير: كان في ابتداء الأمر إذا أفطر الرجل حل له الطعام والشراب والجماع إلى أن يصلي العشاء الآخرة أو يرقد قبلها فإذا صلى العشاء أو رقد قبلها حرم عليه الطعام والنساء إلى الليلة القابلة ثم إن عمر بن الخطاب  واقع أهله بعدما صلى العشاء فلما اغتسل أخذ يبكي ويلوم نفسه فأتى النبي ﷺ فقال يا رسول الله إني أعتذر إلى الله وإليك من نفسي هذه الخاطئة إني رجعت إلى أهلي بعدما صليت العشاء فوجدت رائحة طيبة فسولت لي نفسي فجامعت أهلي فهل تجد لي من رخصة فقال النبي ﷺ: "ما كنت جديرا بذلك يا عمر" فقام رجال واعترفوا بمثله فنزل في عمر وأصحابه».
«عن عدي بن حاتم  قال لما نزلت حتى يتبين لكم الخيط الأبيض من الخيط الأسود عمدت إلى عقال أسود وإلى عقال أبيض فجعلتهما تحت وسادتي فجعلت أنظر في الليل فلا يستبين لي فغدوت على رسول الله ﷺ فذكرت له ذلك فقال إنما ذلك سواد الليل وبياض النهار».

## السنة القمرية
السنة القمرية، أو السنة الهلالية، سميت بذلك؛ لأنها تعد بمنازل القمر الذي يتناقص حجمه للمشاهد حتى يكون هلالا، وعددها حوالي: (354) يوما بلياليها تقريبا، وهي مقسمة على اثنى عشر شهرا هلاليا، كل شهر منها لا ينقص عن تسعة وعشرين يوماً بلياليها، باطراد، وقد يزيد الشهر عن ذلك بيوم، فيبلغ ثلاثين، ويسمى: «كاملا» أو «تاما»؛ لبلوغه ثلاثين، فإن نقص منه ذلك اليوم سمي: «ناقصا». فيقسم: (354) يوما على: (12) شهرا، ويأخذ كل شهر تسعة وعشرين يوما، المجموع= (348)، والباقي (ستة أيام) موزعة على كل أشهر السنة، لكن لا تضاف هذه الستة الأيام إلا لحساب ستة أشهر منها فقط. وذلك أن السنة الهلالية تختلف عن السنة الشمسية في الحساب، فالسنة الشمسية لا يختلف عدد أيام كل شهر منها، إلا في الشهر الثاني (فبراير)، بيوم كل أربع سنوات، في السنة الكبيسة. أما السنة الهلالية؛ فكل شهر منها إما؛ تام وهو ثلاثون يوماً، أو ناقص عنه بيوم، ولا يختص النقص أو التمام ببعض الأشهر، بل يمكن في أي شهر، لكن لا يكون النقص إلا في ستة أشهر، من كل سنة، والتمام في ستة، فالناقص منها: ستة أشهر، والتام منها: ستة أشهر.

## دخول الشهر
دخول أي شهر من أشهر السنة الهلالية: يستلزم انقضاء الشهر الذي قبله، ويمكن معرفة دخول الشهر برؤية الهلال في أول منزلة من منازل القمر، كما أن هناك علم الفلك، وحساب المواقيت الفلكية، لكن دخول الشهر وخروجه في الشرع الإسلامي لا يعتمد على علم الحساب الفلكي، حيث لم يطلب في نصوص الشرع الرجوع لذلك، بل باتباع ضوابط الشرع، إما برؤية الهلال، أو بإكمال عدة الشهر ثلاثين يوماً، عند عدم رؤية هلال الشهر؛ لأن الحسابات الفلكية، لا يعرفها إلا الخواص.
«عن عبد الله بن عمر ، أن رسول الله ﷺ ذكر رمضان فقال: لا تصوموا حتى تروا الهلال ولا تفطروا حتى تروه، فإن غم عليكم فاقدروا له». وقوله: «لا تصوموا حتى تروا الهلال». النهي عن ابتداء صوم رمضان قبل رؤية الهلال، حديث ابن عمر من وجهين، أحدهما بلفظ: «فإن غم عليكم فاقدروا له»، والآخر بلفظ: «فأكملوا العدة ثلاثين». وقصد بذلك بيان المراد من قوله: «فاقدروا له». والمعنى: أن وقت صوم رمضان: محدد برؤية هلال الشهر، عند غروب شمس ليلة الثلاثين من شهر شعبان، فإذا حصلت رؤية الهلال حينها؛ دخل شهر رمضان، وتلك الليلة هي بداية زمن شهر رمضان، فيلزم صيام نهار هذه الليلة. وإذا لم يشاهد الهلال حينها؛ لزم إتمام شهر شعبان ثلاثين يوماً، ويكون الشهر عندئذ تاماً، فالشهر الهلالي إما أن يتم عدده ثلاثون يوماً، أو ينقص يوما، فيكون عدده تسعة وعشرون يوماً.
«عن نافع عن ابن عمر رضي الله عنهما عن النبي ﷺ أنه ذكر رمضان فقال لا تصوموا حتى تروا الهلال ولا تفطروا حتى تروه فإن أغمي عليكم فاقدروا له». وفي رواية: فاقدروا له ثلاثين وفي رواية: إذا رأيتم الهلال فصوموا وإذا رأيتموه فأفطروا فإن غم عليكم فاقدروا له وفي رواية فإن غم عليكم فصوموا ثلاثين يوما وفي رواية: فإن غمي عليكم فأكملوا العدد وفي رواية: فإن عمي عليكم الشهر فعدوا ثلاثين وفي رواية: فإن أغمي عليكم فعدوا ثلاثين. هذه الروايات كلها في صحيح مسلم، على هذا الترتيب، وفي رواية للبخاري: «فإن غبي عليكم فأكملوا عدة شعبان ثلاثين».
وفي الحديث: «عن ابن عمر رضي الله عنهما عن النبي ﷺ أنه قال "إنا أمة أمية لا نكتب ولا نحسب الشهر هكذا وهكذا" يعني مرة تسعة وعشرين ومرة ثلاثين».

## رؤية الهلال
رؤية هلال أي شهر قمري تكون في ليلة الثلاثين من الشهر، أي: بعد انتهاء اليوم التاسع والعشرين، بغروب الشمس، ورؤيته في ليلة الثلاثين: يستلزم نقصان الشهر المنصرم، ودخول الشهر التالي، برؤية هلاله في أول ليلة منه. وشهر رمضان تاسع شهور السنة القمرية، ووجوب صومه يبدأ بدخول وقته، بأحد أمرين: إما برؤية الهلال، أو استكمال عدد شهر شعبان ثلاثين يوماً. قال الله تعالى: ﴿فمن شهد منكم الشهر فليصمه﴾. والمعنى: أن رؤية هلال شهر رمضان يوجب صومه، على من رآه، وعلى أهل البلد، برؤية عدل شهادة. ولا يجب صيام شهر رمضان إلا برؤية هلال الشهر، فإذا تعذرت الرؤية؛ لزم إتمام شهر شعبان ثلاثين يوماً، ولا يكون الرجوع إلى حساب منازل القمر؛ لأن الشرع لم يأمر بذلك؛ ولتعذر معرفة جميع الناس بحساب منازل القمر، كما أن في مراقبة الهلال، والاهتمام بذلك: عبادة لله تعالى، وامتثال أمره. ولا يلزم جميع المسلمين رؤية الهلال؛ للمشقة.
وتكون الرؤية من مكان مستو، يمكن من خلاله مشاهدة غروب قرص الشمس، ويكون الهلال حينها في أول منزلة من منازله: دقيقا كالخيط، وقد يحول دونه غيم، أو يطغى عليه ضوء الشمس؛ لذا يحتاج إلى تدقيق النظر، واختيار الأماكن الأكثر إمكانا للرؤية.

## الشهر هكذا وهكذا
«عن ابن عمر رضي الله عنهما عن النبي ﷺ أنه قال: "إنا أمة أمية لا نكتب ولا نحسب الشهر هكذا وهكذا". يعني مرة تسعة وعشرين ومرة ثلاثين».
قوله أمة أمية: حكاية ما كان عليه الحال في ذلك الوقت، ويدل عليه قول الله تعالى: ﴿هو الذي بعث في الأميين رسولا منهم﴾. وفسر ذلك بقوله: «لا نكتب ولا نحسب»، وهو باعتبار الغالب. والسر في ذلك: تأكيد النبوة وأن الوحي لم يكن إلا من عند الله تعالى، وأنه لم يكن بالتعلم من بشر، فالأمية دليل يؤكد صدق النبوة. وهذا لا يدل على أن الأمية أفضل من التعلم.
والمراد بالحساب هنا حساب النجوم وتسييرها، ولم يكونوا يعرفون من ذلك أيضا إلا النزر اليسير، فعلق الحكم بالصوم وغيره بالرؤية لرفع الحرج عنهم في معاناة حساب التسيير، واستمر الحكم في الصوم، ولو حدث بعدهم من يعرف ذلك، بل ظاهر السياق يشعر بنفي تعليق الحكم بالحساب أصلا، ويوضحه قوله في الحديث الماضي: «فإن غم عليكم فأكملوا العدة ثلاثين» ولم يقل: فسلوا أهل الحساب.
والحكمة فيه كون العدد عن الإغماء يستوي فيه المكلفون فيرتفع الاختلاف والنزاع عنهم.
وقد ذهب قوم إلى الرجوع إلى أهل التسيير في ذلك وهم الروافض، ونقل عن بعض الفقهاء موافقتهم. قال الباجي : وإجماع السلف الصالح حجة عليهم . وقال ابن بزيزة : وهو مذهب باطل فقد نهت الشريعة عن الخوض في علم النجوم لأنها حدس وتخمين ليس فيها قطع ولا ظن غالب، مع أنه لو ارتبط الأمر بها لضاق، إذ لا يعرفها إلا القليل.
قوله: «الشهر هكذا وهكذا»، يعني: مرة تسعة وعشرين ومرة ثلاثين، هكذا ذكره آدم شيخ البخاري مختصرا، وفيه اختصار عما رواه غندر عن شعبة، أخرجه مسلم عن ابن المثنى وغيره عنه بلفظ: «الشهر هكذا وهكذا»، وعقد الإبهام في الثالثة، والشهر هكذا وهكذا وهكذا، يعني : تمام الثلاثين أي: أشار أولا بأصابع يديه العشر جميعا مرتين، وقبض الإبهام في المرة الثالثة، وهذا المعبر عنه بقوله: «تسع وعشرون»، وأشار مرة أخرى بهما ثلاث مرات، وهو المعبر عنه بقوله: «ثلاثون»، وفي رواية جبلة بن سحيم عن ابن عمر في الباب الماضي: الشهر هكذا وهكذا، وخنس الإبهام في الثالثة ووقع من هذا الوجه عند مسلم بلفظ: الشهر هكذا وهكذا، وصفق بيديه مرتين بكل أصابعه، وقبض في الصفقة الثالثة إبهام اليمنى أو اليسرى.
وروى أحمد وابن أبي شيبة واللفظ له من طريق يحيى بن عبد الرحمن بن حاطب عن ابن عمر رفعه: الشهر تسع وعشرون ثم طبق بين كفيه مرتين وطبق الثالثة فقبض الإبهام". قال: فقالت عائشة: يغفر الله لأبي عبد الرحمن، إنما هجر النبي صلى الله عليه وسلم نساءه شهرا فنزل لتسع وعشرين، فقيل له، فقال: إن الشهر يكون تسعا وعشرين، وشهر ثلاثون.
قال ابن بطال: في الحديث رفع لمراعاة النجوم بقوانين التعديل، وإنما المعول رؤية الأهلة، وقد نهينا عن التكلف. ولا شك أن في مراعاة ما غمض حتى لا يدرك إلا بالظنون غاية التكلف. وفي الحديث مستند لمن رأى الحكم بالإشارة.

## اختلاف بلد الرؤية
قال النووي: «وإذا رئي ببلد؛ لزم حكمه البلد القريب، دون البعيد في الأصح، والبعيد مسافة القصر،  وقيل: باختلاف المطالع. قلت: هذا أصح، والله أعلم».
«عن كريب أن أم الفضل بنت الحارث بعثته إلى معاوية بالشام قال فقدمت الشام فقضيت حاجتها واستهل علي رمضان وأنا بالشام، فرأيت الهلال ليلة الجمعة ثم قدمت المدينة في آخر الشهر فسألني عبد الله بن عباس رضي الله عنهما، ثم ذكر الهلال فقال متى رأيتم الهلال فقلت رأيناه ليلة الجمعة فقال: أنت رأيته فقلت: نعم! ورآه الناس وصاموا وصام معاوية فقال: لكنا رأيناه ليلة السبت، فلا نزال نصوم حتى نكمل ثلاثين، أو نراه فقلت أو لا تكتفي برؤية معاوية وصيامه فقال: لا، هكذا أمرنا رسول الله ﷺ».
قال النووي: فيه حديث كريب عن ابن عباس، وهو ظاهر الدلالة للترجمة، والصحيح عند أصحابنا أن الرؤية لا تعم الناس، بل تختص بمن قرب على مسافة لا تقصر فيها الصلاة، وقيل: إن اتفق المطلع لزمهم، وقيل: إن اتفق الإقليم وإلا فلا، وقال بعض أصحابنا: تعم الرؤية في موضع جميع أهل الأرض، فعلى هذا نقول: إنما لم يعمل ابن عباس بخبر كريب؛ لأنه شهادة فلا تثبت بواحد، لكن ظاهر حديثه أنه لم يرده لهذا، وإنما رده؛ لأن الرؤية لم يثبت حكمها في حق البعيد.

## يوم الشك
يوم الشك هو: يوم الثلاثين من شهر شعبان، إذا وقع الشك في كونه من رمضان، أو من شهر شعبان؛ لعدم تحقق رؤية هلال رمضان، في ليلة الثلاثين من شعبان.

## يوم الغيم
يوم الغيم هو: يوم الثلاثين من شهر شعبان، إذا حال دون رؤية هلال رمضان غيم أو: قتر، في ليلة الثلاثين من شعبان.